# توشیهیکو وکیمون
توشیهیکو وکیمون (به انگلیسی: Toshihiko Okimune) بازیکن فوتبال اهل ژاپن و عضو تیم ملی فوتبال ژاپن است که در تاریخ ۳۰ اوت ۱۹۸۱ میلادی اولین بازی ملی‌اش را انجام داد. او در ۲ بازی ملی حضور داشت و آخرین بازی ملی خود را در تاریخ ۳ سپتامبر ۱۹۸۱ میلادی انجام داد. توشیهیکو وکیمون در بازی‌های ملی‌اش
گلی به ثمر نرساند.